# Kamilári

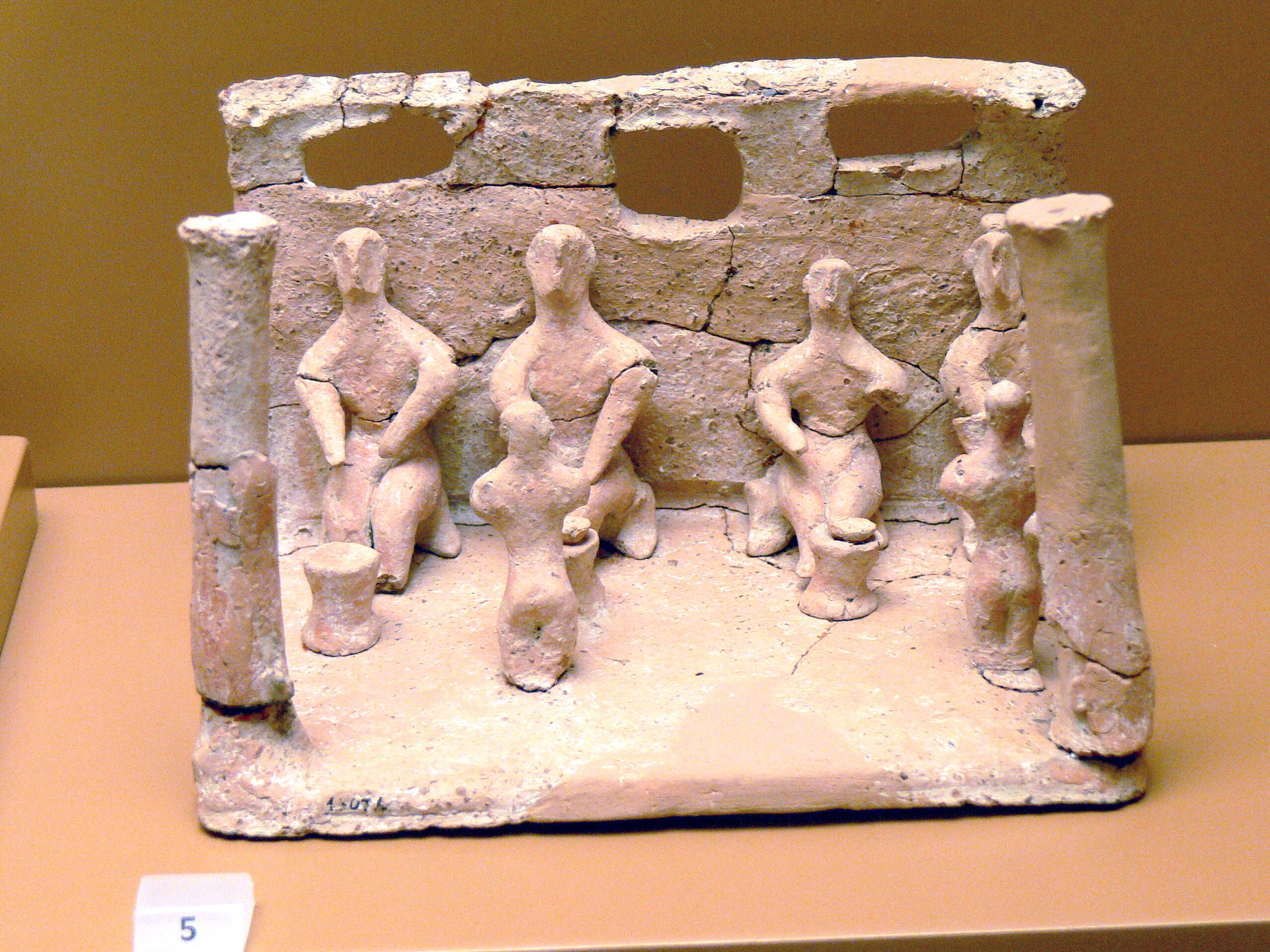
Scène d'offrande minoenne retrouvée à Kamilári

Kamilári (en grec : Καμηλάρι) est une localité de Crète, en Grèce. Elle est située dans le nome d’Héraklion, situé à 5 kilomètres au nord-est de Matala. Elle comptait 289 habitants en 2001. Le nom de Kamilari serait d'origine byzantine et signifie celui qui conduit le chameau.
On trouve sur le territoire de la localité, située à 1,9 kilomètre au sud-ouest d'Aghia Triada, une tombe à tholos minoenne. La partie est de la tombe est composée de cinq chambres, datant du minoen moyen IIIA. Quelque 500 vases d'argile y ont été retrouvés, alors que 250 autres ont été découverts dans la tombe. Des miniatures en argile du minoen tardif ont aussi été retrouvées, dont un groupe de danseurs, une scène d'offrandes de deux personnes à quatre autres personnages assis.